# Музей-усадьба Льва Толстого в Хамовниках
Музей-усадьба Льва Никола́евича Толсто́го в Хамо́вниках — музей, посвящённый жизни и творчеству писателя Льва Толстого. Был открыт в 1921 году по личному указу Владимира Ленина и входит в состав Государственного музея Льва Толстого. Писатель приобрёл усадьбу в 1882 году и прожил здесь вместе с семьёй до своего возвращения в Ясную Поляну в 1901-м. После смерти Толстого в 1911 году усадьба была продана Московской городской управе, а через десять лет национализирована. Перед открытием музей отреставрировали, восстановив усадебные исторические интерьеры. На начало 2018 года в состав экспозиции входят более шести тысяч предметов, принадлежавших семье Толстых.

## История

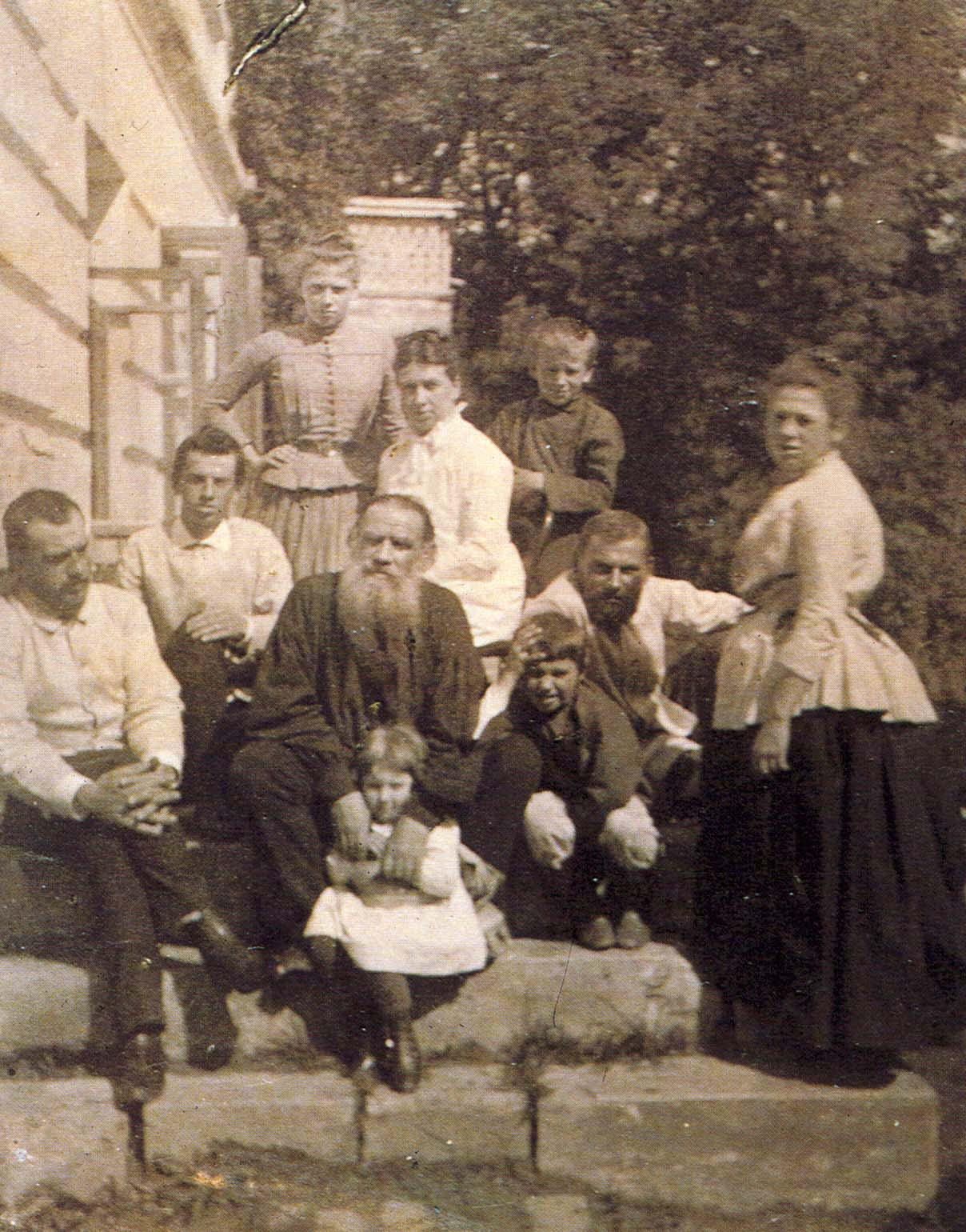
Семья Льва Толстого, 1887 год

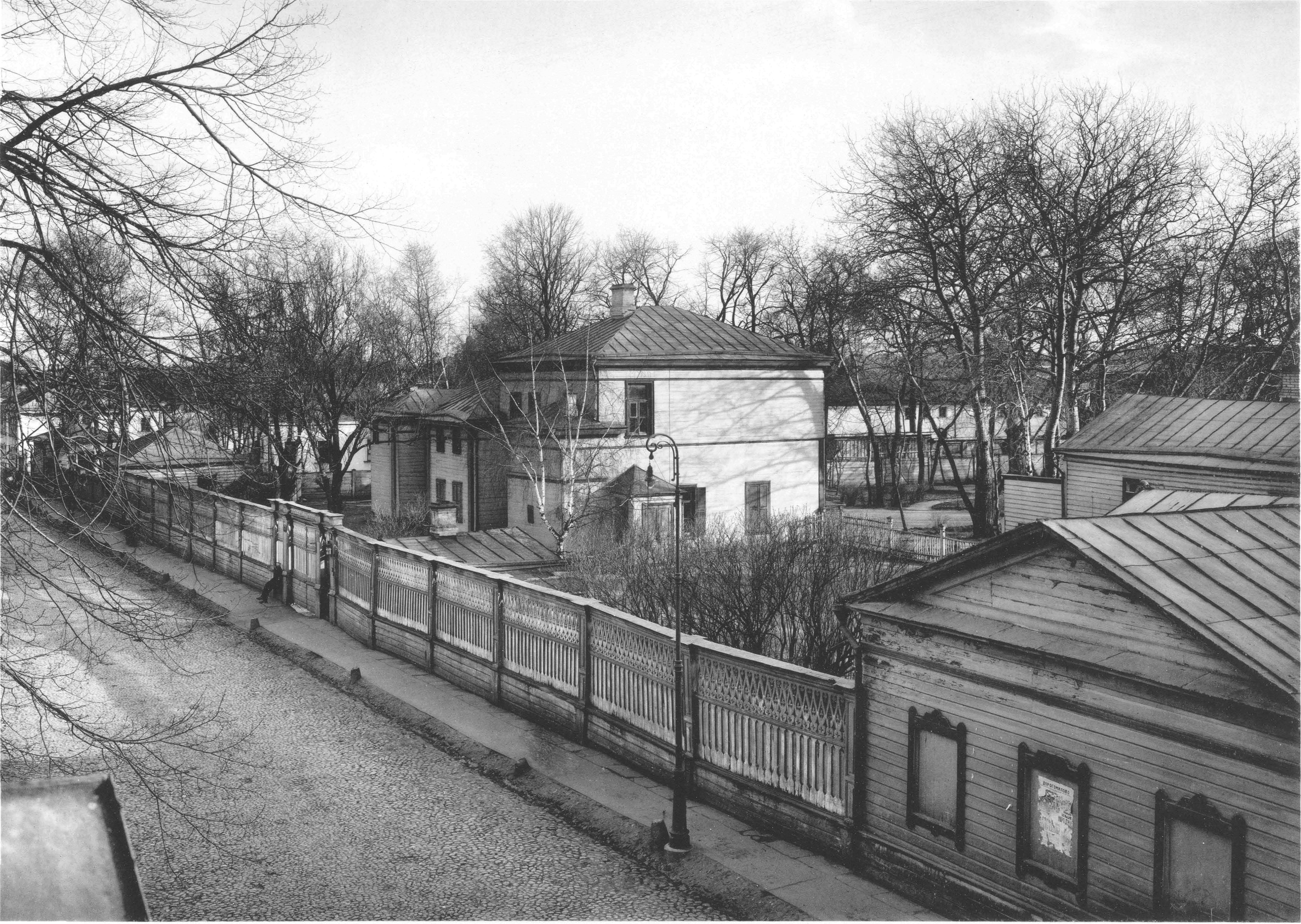
Вид на усадьбу Толстого, 1913 год

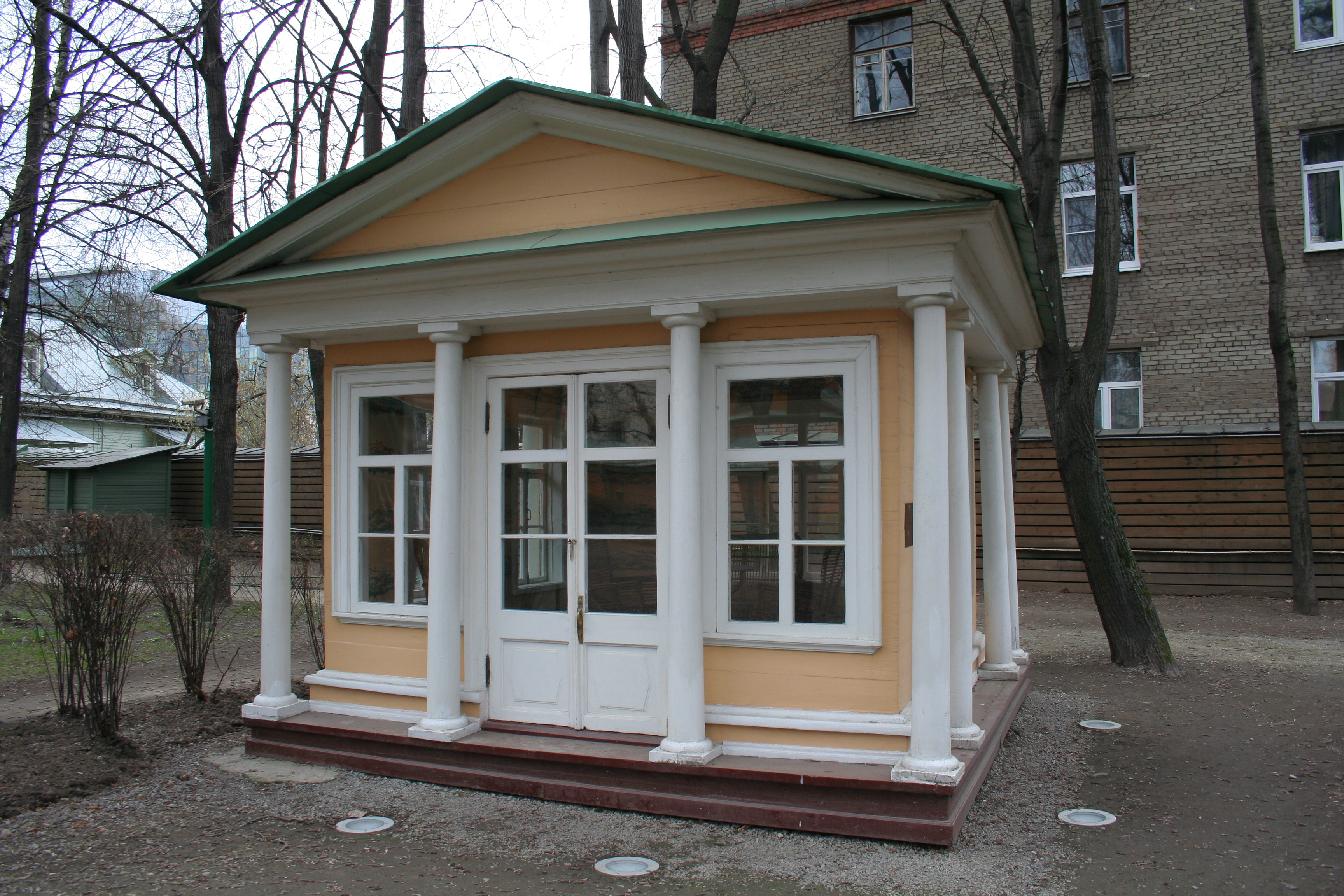
Хозяйственная постройка во дворе усадьбы, 2010 год

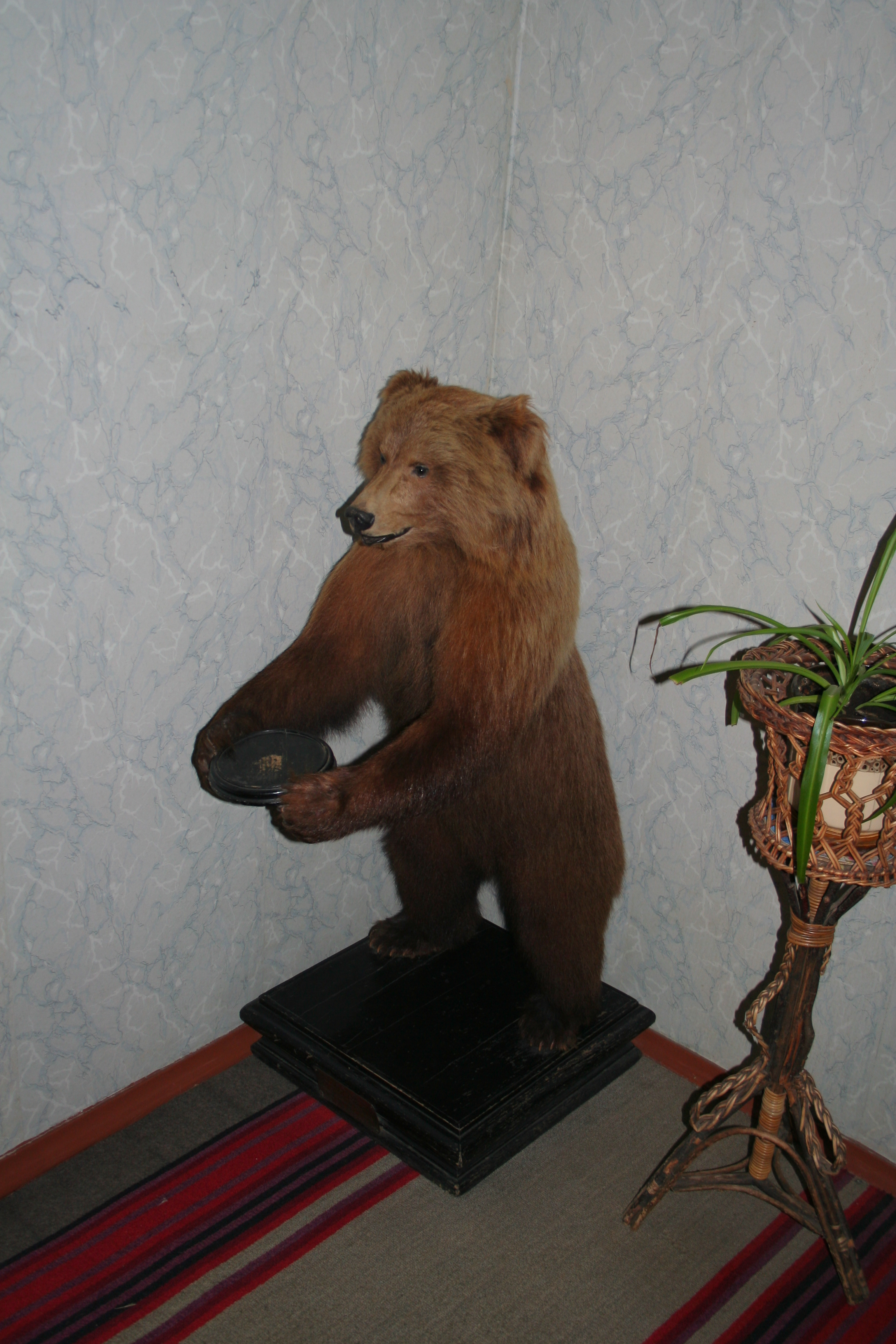
Чучело медведя при входе, 2010 год

### Местность
Этимология названия района «Хамовники» восходит к слову «хам» — так назывались ткачи, с 1624 года осваивавшие Хамовную слободу, которая образовалась в начале XVII века по специальному указу Михаила Романова. В связи с недостачей льняных материалов в Москве, царь приказал переселить деревни ткачей из Твери в столицу. Слобода располагалась недалеко от Крымского моста, за земляным валом, и изначально состояла из 65 тяглых дворов, четырёх вдовьих дворов, а также двора попа и одного двора нищего. С того времени Хамовная слобода находилась под личной царской охраной.
В XVII—XVIII веках район активно развивался: здесь функционировала мануфактура голландской артели, принадлежащая Ивану Тамесу и впоследствии ставшая крупнейшей в Москве. К XIX веку мануфактура разорилась и была передана в казённое владение, а из дома Тамеса власти сделали казармы. В конце того же века Хамовнический район считался дворянским: здесь находились усадьбы семей Мусиных-Пушкиных, Лопухиных, Голицыных и Урусовых. Возводя особняки на скупленных землях, каждая семья стремилась украсить фасад как можно изящнее, чтобы превзойти своих соседей.

### Предыдущие владельцы
В XVII веке территория на которой находится бывший особняк Льва Толстого принадлежала стольнику Венедикту Хитрово. Усадьба была построена в 1800—1805 годах по указу князя Ивана Мещерского, который, будучи любителем зимних видов спорта, проводил большое количество времени у своего брата в имении Лотошино и редко посещал свой дом в Хамовниках. В 1812 году усадьба сильно пострадала и лишилась многих хозяйственных помещений: отступающие после Отечественной войны французы шли через Хамовники и поджигали дворянские дома. Однако главное здание было не тронуто, поскольку ранее здесь располагались зимние квартиры французской армии.
Впоследствии дом перешёл во владение семьи Олсуфьевых — хороших знакомых писателя, а в 1874 году к коллежскому асессору Арнаутову. На момент покупки дома Толстым в 1882 году в здании не было электричества, водопровода и канализации, а вокруг находились фабрика шёлковых изделий Жиро, рабочие общежития и пивоварня.

### Собственность Толстого
В 1882 году Лев Толстой приобрёл усадьбу в Хамовниках в связи с планируемым переездом в Москву: писателю было необходимо работать в архивах, контактировать с московскими издателями, а также дать детям университетское образование. Дядя Софьи Толстой так описывал будущее имение писателя:
Я опять любовался садом: роз больше, чем в садах Гафиза, клубники и крыжовника – бездна. Яблонь дерев с десять, вишен будет штук 30, 2-3 сливы, много кустов малины и даже несколько барбариса. Вода – тут же, чуть ли не лучше мытищинской! А воздух, а тишина! И это посреди столичного столпотворения. Нельзя не купить.
Семья Толстых до 1901 года проживала, а после посещала усадьбу до смерти писателя в 1911 году. Здесь он написал около ста произведений, включая «Воскресение», «Смерть Ивана Ильича», «Отец Сергий» и другие.
Живу я в местности, окружённой фабриками, и я вышел из дома после свистков фабрик, которые после недели непрестанной работы выпустили народ на свободный день.
Меня обгоняли, и я обгонял фабричных, направляющихся к кабакам и трактирам. Многие уже были пьяны, многие были с женщинами.
Я живу среди фабрик. Каждое утро в 5 часов слышен один свисток, другой, третий, десятый, дальше и дальше. Это значит, что началась работа женщин, детей, стариков. В 8 часов другой свисток — это полчаса передышки; в 12 третий — это час на обед, и в 8 четвертый — это шабаш. По странной случайности, кроме ближайшего ко мне пивного завода, все три фабрики, находящиеся около меня, производят только предметы, нужные для балов.Лев Толстой
В 1890-х рядом с усадьбой Толстого была также открыта психиатрическая клиника Варвары Морозовой, с основателем которой Сергеем Корсаковым дружил писатель. Сразу после покупки семья занялась переустройством имения: были надстроены второй и третий этажи, проведён ремонт комнат и расчищен сад. В результате перестройки в доме стало 16 комнат, а два этажа были разделены длинными коридорами. Помещения на первом этаже предназначались для бытовых целей: здесь располагалась столовая, комнаты детей и гувернанток, спальня хозяев. Вход на второй этаж осуществлялся через парадную лестницу. Комнаты с высокими потолками предназначались для приёма гостей: тут проводились званые вечера, устраивались публичные мероприятия. В комнатах с низкими потолками жила Мария Толстая, прислуга, а также располагались кабинет и «рабочая комната» самого писателя. Лев Толстой самостоятельно выбирал мебель для всего дома. Вместе с семьёй в имение переехала их прислуга: повар, людская кухарка, кучер, два дворника, лакей, две горничные, гувернатка и гувернёр детей.

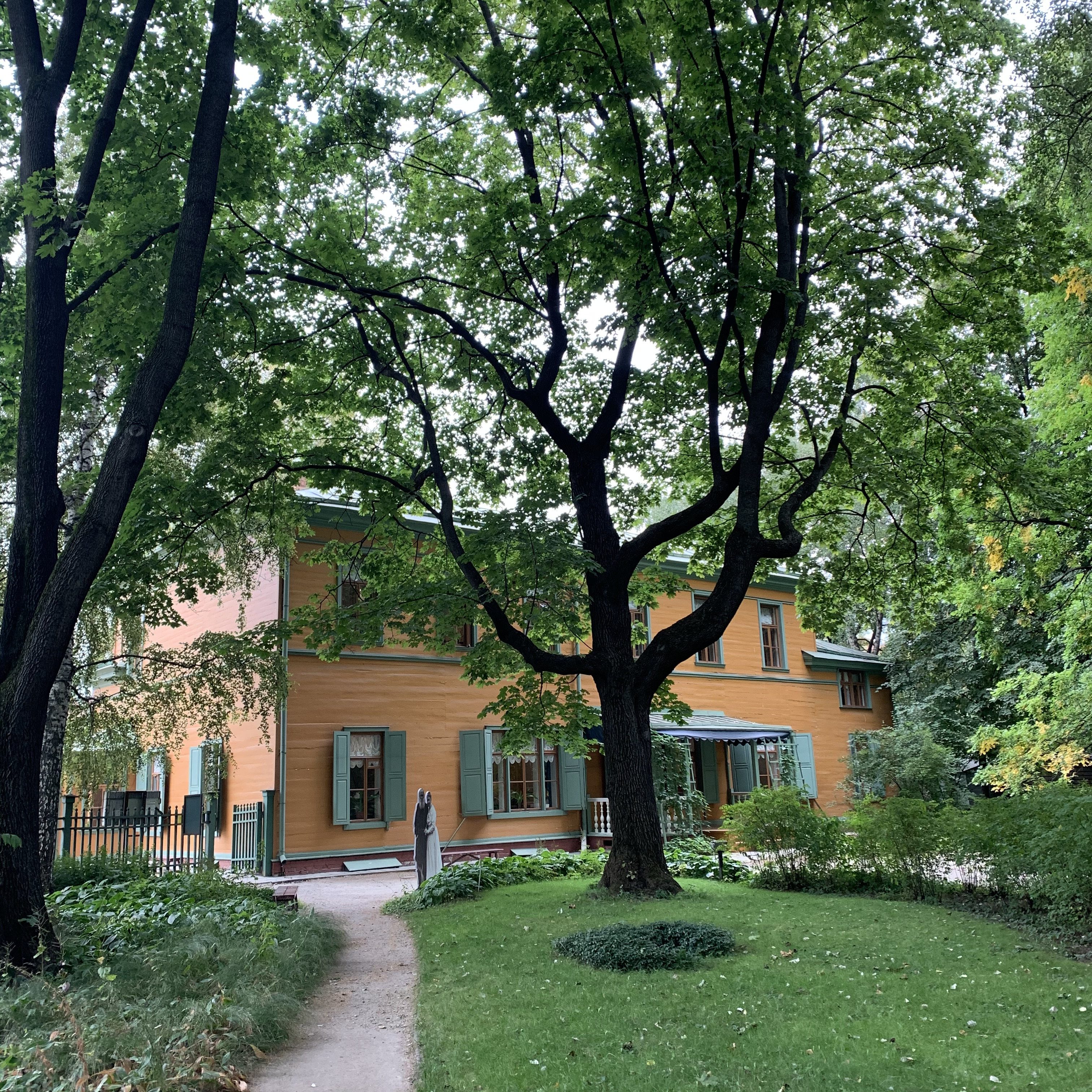
Дом и сад усадьбы (2020)

Перед усадьбой располагается большой сад, на который выходят окна всех главных комнат имения. Внутри сада стоит беседка, каретный сарай и деревянный флигель, а рядом находится детская площадка, в которой играли дети писателя. После покупки дома семья Толстых около года прожила в флигеле, поскольку в главном здании усадьбы проходил ремонт. Впоследствии флигель использовался для издательства произведений писателя, организованного Софией Толстой. В 1885 году туда даже переехала семья артельщика «Конторы издания сочинений Толстого» Матвея Румянцева, занимающегося упаковкой книг и их рассылкой. Ворота украшены фамильным гербом графа Толстого, а рядом с ними стоят каменные тумбы, к которым извозчики привязывали лошадей. Перед входом в музей стоит деревянное чучело медведя, которое хорошо запомнилось супругам Джейн и Стивену Хокингам, посетившим усадьбу Толстого в 1973 году.

### Создание музея
В 1911 году Московская городская управа выкупила у вдовы Толстого имение вместе с участком и мебелью. Перед отъездом в Ясную Поляну Софья Андреевна произвела опись вещей, находящихся в особняке, по которой впоследствии была создана экспозиция. После передачи права на владение управе, личные вещи писателя и мебель хранилась на складах в Ясной Поляне и Москве.
В 1920 году усадьба была национализирована и в здании началась реставрация по личному указу Владимира Ленина. Музей был открыт в следующем году. Первым директором учреждения был назначен последний секретарь писателя Валентин Булгаков. Он покинул пост в 1922 году в связи с высылкой советской властью в эмиграцию. С 1939 года музей-усадьба Толстого в Хамовниках входит в состав «Государственного музея Л. Н. Толстого».

## Экспозиция

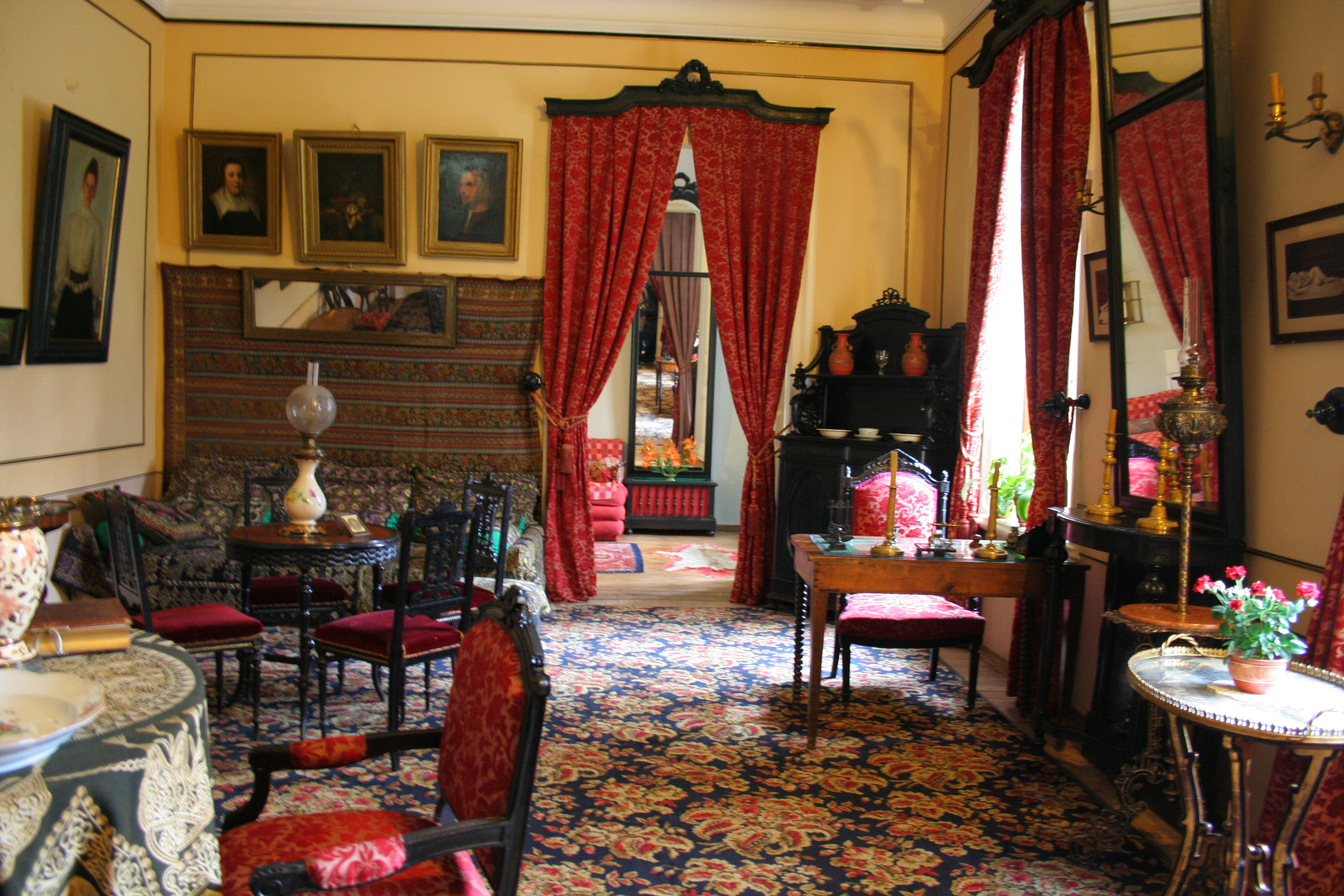
Интерьеры усадьбы Толстого, 2010 год

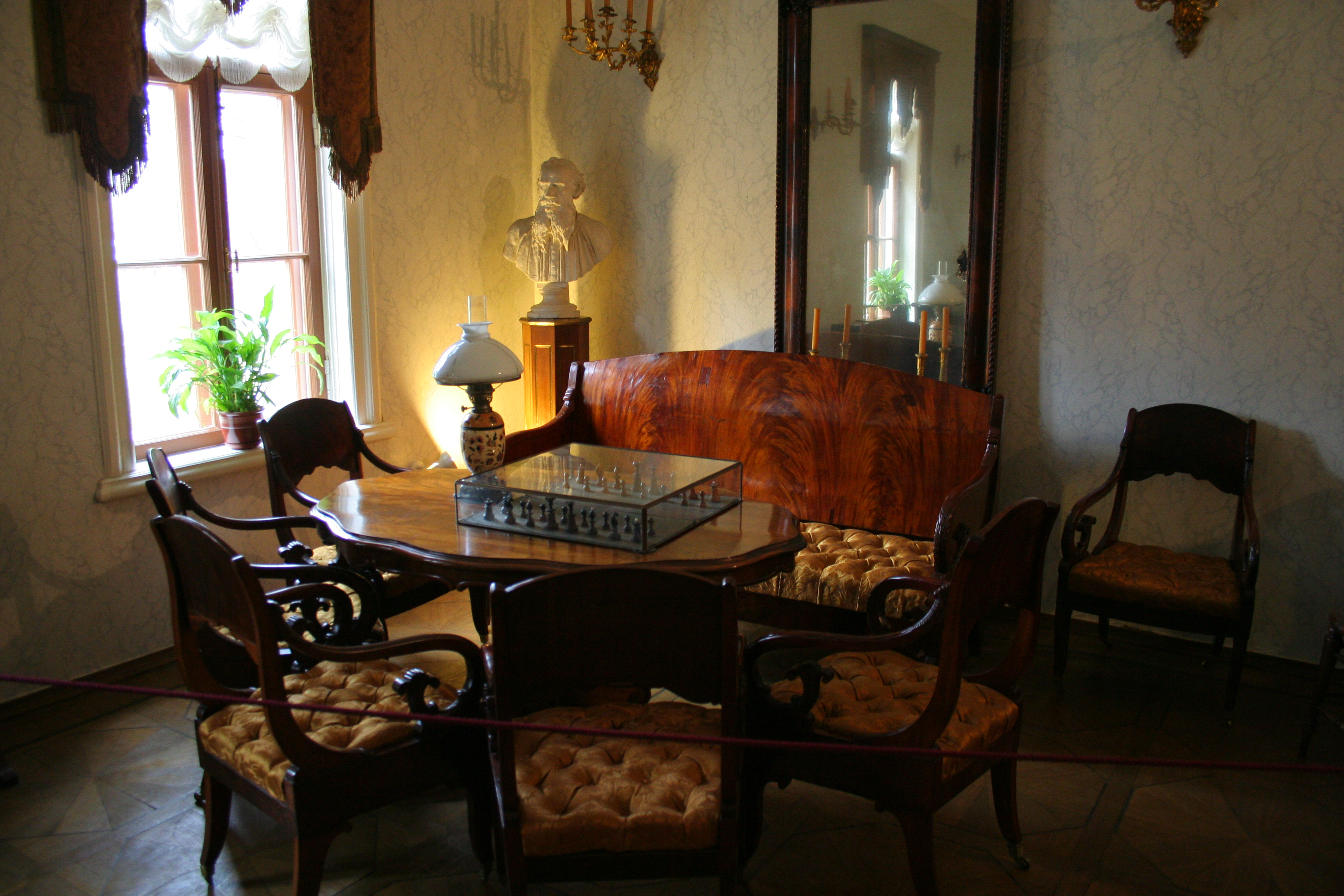
Интерьеры гостиной, 2010 год

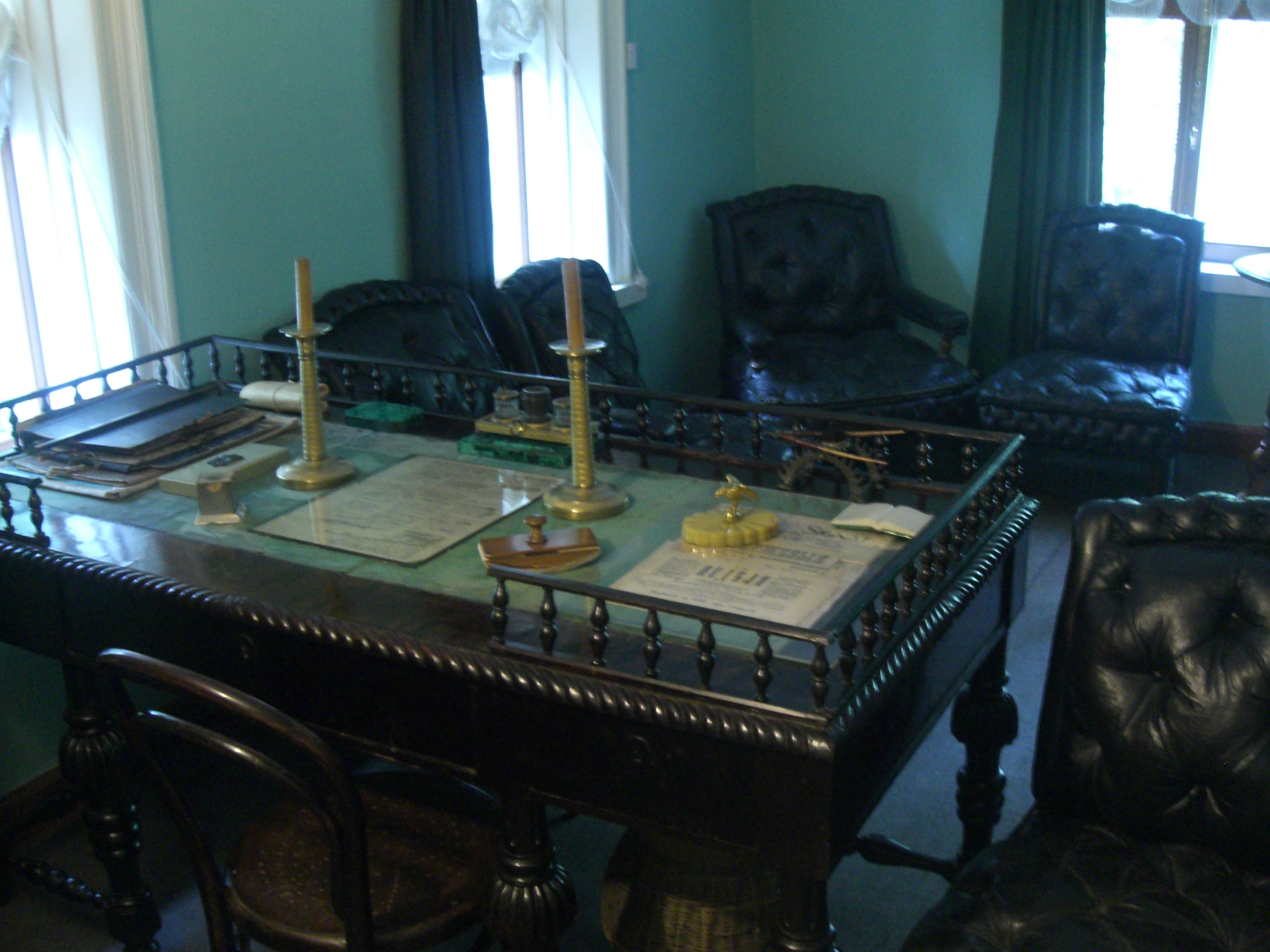
Рабочий стол в кабинете Льва Толстого, 2009

В состав мемориальной экспозиции музея входят более 6 тысяч подлинных вещей семьи Толстых. Во дворе музея стоит английский велосипед фирмы «Ровер», подаренный Льву Толстому на 67-летие. Писатель ездил на нём по аллеям сада и окружающей имение местности.

### Первый этаж
Входя в главное здание усадьбы, посетители музея попадают в переднюю, где стоит сундук и вешалка с дорожной шубой Льва Толстого. Как позже вспоминал критик Владимир Стасов:
«Никакой прислуги, ни малейшей, не было в передней, да и не нужно, потому что дверь на улицу весь день открыта, и всякий приходит и уходит когда хочет и как хочет… Я снял шубу и повесил на вешалку».
В столовой стоит большой стол из орехового дерева, сервированный на 12 персон. Здесь семья Толстых привыкла собираться по выходным: ужин всегда проходил в шесть вечера, а во главе стола сидела Софья Толстая и разливала всем суп. Тут же висят старинные швейцарские часы, купленные женой писателя в 1883 году, и портрет Марии Толстой, выполненный её сестрой Татьяной.
В спальне с выходом на террасу стоят ореховые кровати с одеялами, вышитыми Софьей Толстой, тумбочки, туалетный столик и фарфоровый умывальник. Отдельный угол спальни огорожен ширмой из красного дерева и креслами, в которых Софья Толстая принимала близких гостей. Рядом стоит диван с атласной обивкой, над которым висит портрет жены Льва Толстого — копия работы художника Николая Ге.
Дверь из спальни супругов Толстых ведёт в детскую, где жили Иван и Александра Толстые. Тут хранятся детские стульчики, игрушки, птичья клетка, кроватки и умывальники. Рядом находится девичья комната, в которой работала прислуга. Отсюда ведёт чёрная лестница на второй этаж, по которой Лев Николаевич поднимался в свой кабинет.
В классной комнате дети занимались арифметикой, иностранными языками и географией с приглашёнными учителями. После переезда в Москву, старшие сыновья писателя Михаил и Андрей Толстые учились в гимназии Поливанова. Из предметов мебели их комнаты сохранился только ученический стол, который теперь стоит у окна.
Следующим залом экспозиции является комната старшей дочери Льва Толстого — Татьяны. Здесь стоит стол с чёрной суконной скатертью, мольберт, а на стенах висят картины Ильи Репина, Касаткина, Пастернака и работы самой Татьяны, которая профессионально занималась рисованием. Особым экспонатом считается скатерть, на которой родственники и друзья семьи оставляли мелом надписи, которые дочь писателя впоследствии вышивала нитками.

### Второй этаж
Главной комнатой дома-музея считается зал на втором этаже, где семья принимала гостей. При жизни писателя комната не была украшена картинами и коврами, а вся мебель была расставлена для удобства многочисленных посетителей, которые принимались в «стиле Толстого» — приглашая много людей одновременно, супруги не развлекали посетителей, чтобы каждый находил себе компанию по интересу. В гостях бывали музыканты Александр Скрябин, Сергей Рахманинов, Николай Римский-Корсаков и Фёдор Шаляпин, игравшие свои здесь свои произведения. Рядом с роялем стоит стол с бюстом писателя работы скульптора Николая Ге. Также Толстого посещали писатели Владимир Короленко, Александр Амфитеатров, философ Владимир Соловьёв, Александр Островский, Алексей Горький, Афанасий Фет, Антон Чехов и другие.

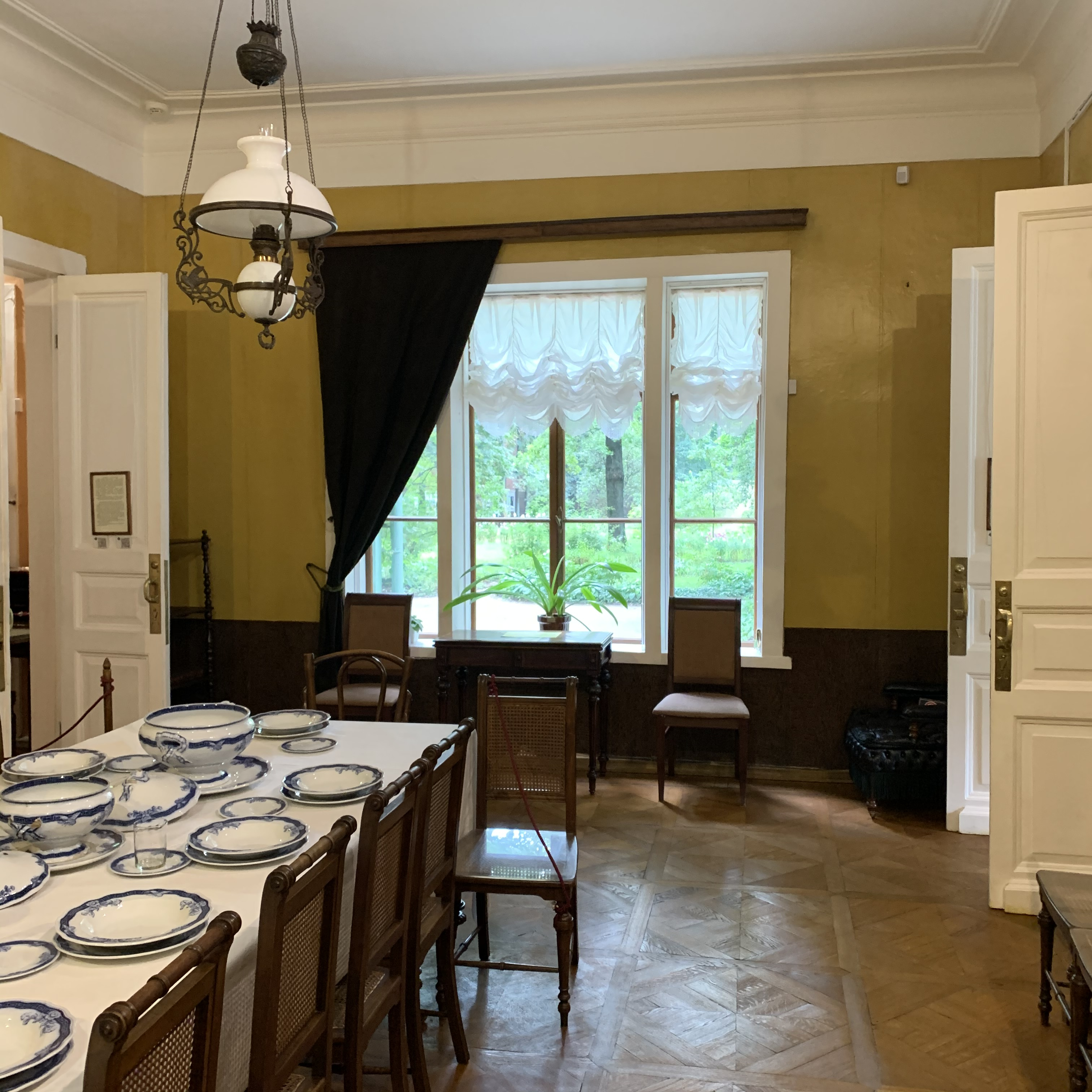
Столовая на втором этаже (2020)

Следующую комнату Лев Толстой называл скучной гостиной: сюда проходили гости после того, как пили чай из большого самовара в главной зале. Гостиная Софьи Толстой украшена коврами, а на стенах висят фотографии семьи писателя в рамках из кожи, работы Репина, изображение дочерей Татьяны и Марии Валентином Серовым и Николаем Ге.

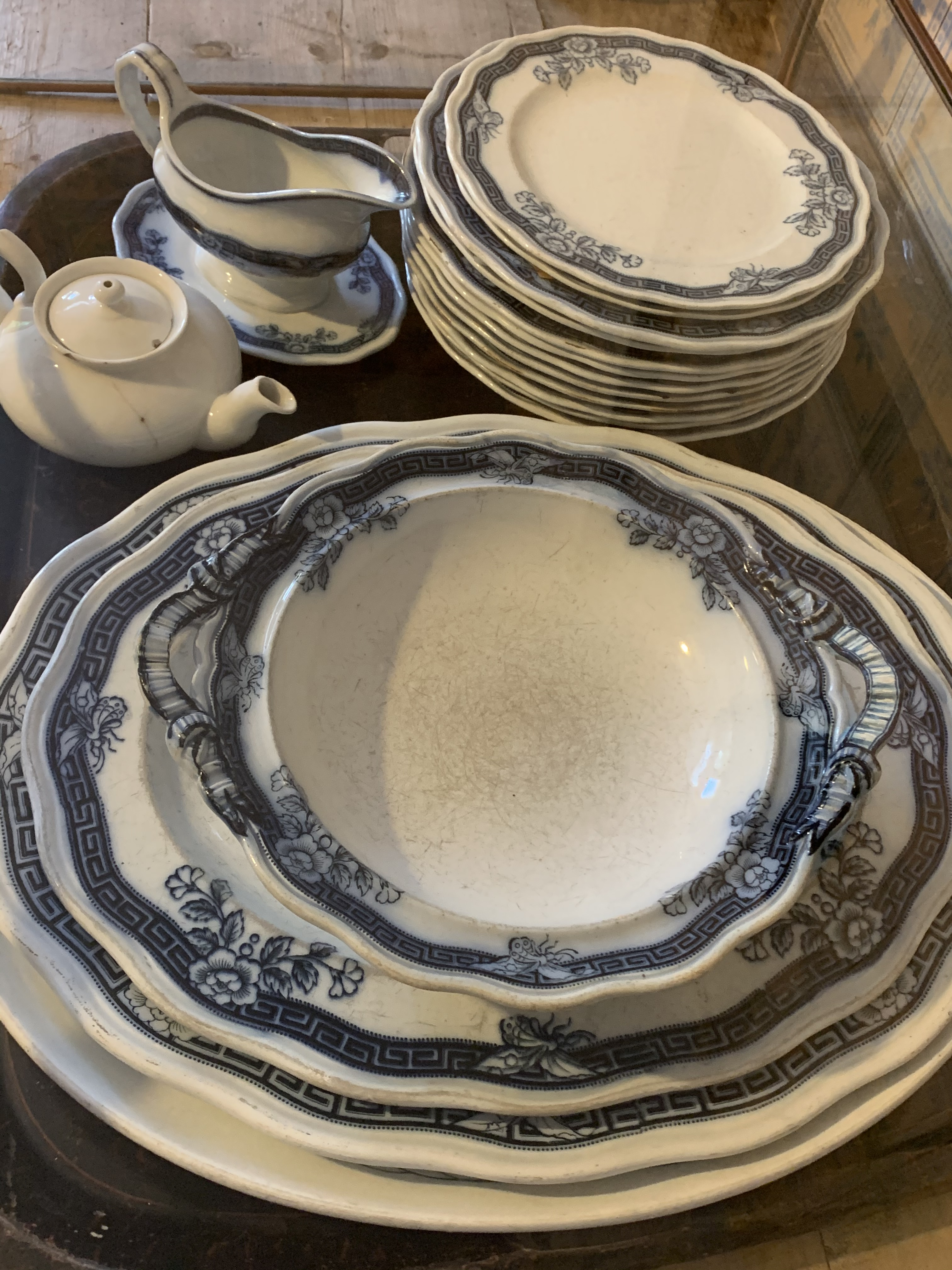
Посуда семьи Толстых (2020)

В рабочей комнате Толстой занимался сапожным ремеслом, хранил самолично наколотые дрова, а также личные вещи. Тут стоит рабочий верстак писателя, стол с штиблетами Афанасия Фета и сапоги общественного деятеля Михаила Сухотина, сделанные Толстым. Сын писателя Илья так вспоминал об увлечениях отца:
Не знаю откуда, он разыскал себе сапожника... накупил инструментов, товару... устроил себе верстак... Сгорбившись над верстаком, он старательно готовил конец, всучивал щетинку, ломал ее, начинал сначала, кряхтел от напряжения и, как ученик, радовался всякому успеху.
Рядом находится кабинет, где Толстой работал над своими произведениями. В центре расположен письменный стол, на котором лежат две ручки, деревянное пресс-папье, линейка, хрустальная чернильница и бронзовые подсвечники.
Кабинет Толстого в Москве совсем особенный: в самом дальнем углу потолки низкие, можно достать рукой. Мягкая, обитая черной клеенкой мебель — диван, широкие кресла, у окна большой писательский стол с резной решеткой с трех сторон. Здесь в кабинете тихо, сюда не доходит городской шум, окна выходят в сад, и не доходят крики детей и домашняя суета.Младшая дочь Александра Толстая

## Реставрация
С 2001 по 2002 год в усадьбе проводились масштабные реставрационные работы. Спустя два десятилетия зданиям снова потребовался ремонт, а коммуникациям — замена. В 2018 и в 2021 году были выполнены проектировочные работы. 26 сентября 2022 года музей-усадьба закрылся для подготовки к проведению ремонтно-реставрационных работ, которые начались в мае 2023 года. Кроме масштабного ремонта зданий были отреставрированы изразцовые печи, паркет и потолочные карнизы, обновлён резной забор, воссозданы обои по старым образцам, заменена система поддержания температурно-влажностного режима. 3 января 2025 года музей был вновь открыт для посещения.